# 사이코너츠 2
《사이코너츠 2》는 더블 파인이 개발하고 엑스박스 게임 스튜디오가 배급한 3D 플랫폼 비디오 게임이다. 2005년 발매됐던 《사이코너츠》의 정식 후속작으로, 2021년 8월 25일 가정용 컴퓨터와 플레이스테이션 4, 엑스박스 원 및 엑스박스 시리즈 X/S 가정용 콘솔로 발매됐다.
전작에서의 활약으로 초능력자들의 집단 '사이코너츠'에 입단한 라즈가 다시 주인공으로, 2017년 VR 게임 《사이코너츠 인 더 롬버스 오브 루인》에서 이야기가 바로 이어진다. 사이코너츠의 인턴으로서 새로운 출발을 하게 된 라즈는 곧 사이코너츠의 사정이 예상보다 좋지 않음을 눈치채고, 선배와 친구들과 함께 심리 초능력을 이용해 사람들의 마음에 들어가는 모험을 다시금 하게 된다.
더블 파인의 창립자이자 게임 디자이너인 팀 섀퍼는 본래 《사이코너츠》의 후속작을 개발하고 싶은 의욕이 있었으나 회사 내의 재정난으로 인해 게임을 만드려는 시도들은 모두 불발됐다. 원작이 리마스터돼 재발매하면서 거둔 수익과 팬들의 끊임없는 요구 끝에 2015년, 더 게임 어워즈에서 크라우드펀딩 사이트 피그를 통해 개발자금을 충당하겠다는 계획과 함께 《사이코너츠 2》를 공식적으로 발표했다. 펀딩동안 미화 약 330백만 달러를 모금하는 데 성공한 더블 파인은 그 후 2019년 마이크로소프트의 엑스박스 게임 스튜디오로 편입돼면서 추가로 받은 지원을 통해 개발을 지속해 원래 구상한 대로 게임을 완성해 2021년 출시하게 됐다.
발매 직후 《사이코너츠 2》는 게임 언론으로부터 오랜 기대에 부응한 작품이라는 의견과 함께 대체적으로 호평을 받았다. 사람들의 심리를 배경삼아 구현한 독특한 그래픽과 레벨, 그리고 기억에 남을만한 독특한 등장인물과 이야기가 강점으로 꼽혔다. 한편 전작 《사이코너츠》에서 있었던 게임 디자인상의 결점이 일부 남아있는 것은 지적을 받았다.

## 게임플레이
《사이코너츠 2》는 전작처럼 삼인칭 시점에서 진행되는 3차원 플랫폼 게임이다. 플레이어는 초능력을 지닌 사이코너츠 졸업생 라즈를 조종해 다른 이들의 마음에 들어갈 수 있다. 라즈가 가진 '사이파워 (Psi-Powers)'를 통해 염력, 염화술, 공중부양같은 특수기술을 사용할 수 있으며, 이를 이용해 마음 속의 세계를 탐험하는 것이 주목표이다.

## 평가
| 평가 |                                                  |
| --- | ------------------------------------------------ |
| 통합 점수 통합사 점수 메타크리틱 PC: 89/100 [ 3 ] PS4: 87/100 [ 4 ] XONE: 91/100 [ 5 ] XBSX: 87/100 [ 6 ] 오픈크리틱 89/100 [ 7 ] 97% Critics Recommend 평론 점수 평론사 점수 EGM [ 8 ] 게임 인포머 9/10 [ 9 ] 게임스팟 9/10 [ 10 ] 게임스레이더+ [ 11 ] IGN 8/10 [ 12 ] 가디언 [ 13 ] |                                                  |
| 통합 점수 |                                                  |
| 통합사 | 점수                                             |
| 메타크리틱 | PC: 89/100 PS4: 87/100 XONE: 91/100 XBSX: 87/100 |
| 오픈크리틱 | 89/100 97% Critics Recommend                     |
| 평론 점수 |                                                  |
| 평론사 | 점수                                             |
| EGM | [ 8 ]                                            |
| 게임 인포머 | 9/10                                             |
| 게임스팟 | 9/10                                             |
| 게임스레이더+ | [ 11 ]                                           |
| IGN | 8/10                                             |
| 가디언 | [ 13 ]                                           |

## 내용주
1. ↑  영어: Psychonauts 2